# Микропапилломатоз вульвы
Микропапилломатоз преддверия влагалища (вульвы) (лат. micropapillomatosis labialis) — мелкая папулезная сыпь бледно-розового или телесного цвета, умеренной консистенции на внутренней поверхности малых половых губ и относящейся к нормальным, индивидуальным анатомическим изменениям. Микропапилломатоз обычно впервые появляется в период полового созревания и не является заболеванием, передаваемым половым путём, не вызывает никаких осложнений и не требует лечения. Это кожное явление относится к спонтанной регрессии и встречается относительно редко, не более, чем у 5 % женщин.
Причина появления микропапилломатоза достаточно не изучена. По мнению большинства специалистов чаще появление этого кожного явления отмечается вместе с нарушениями гормонального фона, а также при наличии хронических раздражителей и воспалительных процессов. А вот вирус папилломы человека (ВПЧ) не является причиной появления микропапилломатоза, хотя названия и созвучны.
Довольно часто эти мелкие, папилломатозные образования в области вульвы являются причиной неверных диагнозов и последующей, необоснованной терапии. К тому же заболевание обозначалось различной терминологией, которая нарушала клиническую картину.
Исследователи Международного Общества по изучению болезней вульвы (International Society for Study ofVulvar Disease — ISSVD) после долгих споров пришли к общей терминологии заболевания.
Микропапилломатоз не нуждается в обязательном лечении.